# Copa de Naciones de la CFU 1978
La Copa de Naciones de la CFU 1978 fue la primera edición de este torneo de fútbol a nivel de selecciones organizado por la Unión Caribeña de Fútbol y contó con la participación de 10 selecciones nacionales del Caribe.
Surinam ganó la cuadrangular final disputada en Trinidad y Tobago para convertirse en la primera selección nacional en ganar el torneo.

## Primera fase
| Equipo 1    | Agr.  | Equipo 2             | Ida | Vuelta |
| ----------- | ----- | -------------------- | --- | ------ |
| Puerto Rico | 1-2   | Haití                | 1-1 | 0-1    |
| Guadalupe   | 3-1   | Jamaica              | 1-0 | 2-1    |
| Guyana      | 2-3   | Surinam              | 2-1 | 0-2    |
| Martinica   | W.O.1 | República Dominicana | -   | -      |

1- República Dominicana abandonó el torneo debido a la revolución militar existente en el país.

## Segunda Fase
| Equipo 1              | Agr. | Equipo 2         | Ida | Vuelta     |
| --------------------- | ---- | ---------------- | --- | ---------- |
| Antillas Neerlandesas | 0-5  | Surinam          | 0-2 | 0-3        |
| Trinidad y Tobago     | 6-5  | Guayana Francesa | 2-4 | 4-1 (t.e.) |
| Haití                 | 5-3  | Martinica        | 1-1 | 4-2        |
| Antigua y Barbuda     | 3-0  | Guadalupe        | 3-0 | 0-0        |

## Fase Final
Los partidos se jugaron en Trinidad y Tobago.
| Equipo 1          | Resultado | Equipo 2          |
| ----------------- | --------- | ----------------- |
| Surinam           | 3-0       | Haití             |
| Trinidad y Tobago | 3-1       | Antigua y Barbuda |
| Surinam           | 1-0       | Trinidad y Tobago |
| Haití             | 1-0       | Antigua y Barbuda |
| Antigua y Barbuda | 0-4       | Surinam           |
| Haití             | 2-2       | Trinidad y Tobago |

### Quadrangular Final
| Nación            | J | G | E | P | GF | GC | GD | Pts. |
| ----------------- | - | - | - | - | -- | -- | -- | ---- |
| Surinam           | 3 | 3 | 0 | 0 | 8  | 0  | +8 | 6    |
| Trinidad y Tobago | 3 | 1 | 1 | 1 | 5  | 4  | +1 | 3    |
| Haití             | 3 | 1 | 1 | 1 | 3  | 5  | –2 | 3    |
| Antigua y Barbuda | 3 | 0 | 0 | 3 | 1  | 8  | –7 | 0    |

## Campeón
| Copa de Naciones de la CFU 1978 |
| ------------------------------- |
| Bandera de Surinam              |
| Surinam 1º Título               |